# Чемпионат Европы по лёгкой атлетике 2024 — бег на 5000 метров (женщины)
Соревнования по бегу на 5000 метров у женщин на чемпионате Европы по лёгкой атлетике 2024 года прошли 7 июня в Риме (Италия) на Олимпийском стадионе.
Действующей чемпионкой Европы в беге на 5000 метров являлась Констанце Клостерхальфен из Германии. Она не защищала свой титул из-за болезни.
Лидер европейского сезона Сифан Хассан (Нидерланды) не участвовала в чемпионате, так как решила сосредоточиться на подготовке к Олимпийским играм в Париже.

## Призёры
| Золото                  | Серебро                    | Бронза               |
| Надя Баттоклетти Италия | Каролина Грёвдаль Норвегия | Марта Гарсия Испания |

## Рекорды
До начала соревнований действующими были следующие рекорды.
| Мировой рекорд                   | Гудаф Цегай Эфиопия      | 14:00.21 | Юджин (США)             | 17 сентября 2023 |
| Рекорд Европы                    | Сифан Хассан Нидерланды  | 14:13.42 | Лондон (Великобритания) | 23 июля 2023     |
| Рекорд чемпионатов Европы        | Сифан Хассан Нидерланды  | 14:46.12 | Берлин (Германия)       | 12 августа 2018  |
| Лучший результат сезона в мире   | Циге Гебреселама Эфиопия | 14:18.76 | Юджин (США)             | 25 мая 2024      |
| Лучший результат сезона в Европе | Сифан Хассан Нидерланды  | 14:34.38 | Юджин (США)             | 25 мая 2024      |

## Отбор на чемпионат Европы
Отборочный норматив — 15:15.00. Для участия в чемпионате Европы спортсменки должны были выполнить его в период с 27 мая 2023 года по 26 мая 2024 года. Плановое количество участников, установленное Европейской легкоатлетической ассоциацией в этом виде — 25. В случае, если к концу квалификационного периода норматив показало меньшее число спортсменок, European Athletics добирала их до нужного значения на основании рейтинга сезона.
Каждая страна имела возможность выставить на старт не более 3 легкоатлеток.

## Расписание
| Дата        | Время | Раунд соревнований |
| ----------- | ----- | ------------------ |
| 7 июня 2024 | 22:40 | Финал              |

Время местное (UTC+2:00)

## Результаты
Обозначения: WR — Мировой рекорд | ER — Рекорд Европы | CR — Рекорд чемпионатов Европы | NR — Национальный рекорд | WL — Лучший результат сезона в мире | EL — Лучший результат сезона в Европе | PB — Личный рекорд | SB — Лучший результат в сезоне | DNS — Не стартовала | DNF — Не финишировала | DQ — Дисквалифицирована

Финальный забег состоялся 7 июня 2024 года. На старт вышли 22 участницы из 13 стран. Со старта забег повела трёхкратная чемпионка Европы по кроссу Каролина Грёвдаль из Норвегии. На отметке 3000 метров с нарастающим темпом лидера справлялись 7 участниц, на отметке 4000 метров — уже 4. За круг до финиша за спиной Грёвдаль осталась лишь Надя Баттоклетти, и именно 24-летняя итальянка стала чемпионкой, опередив норвежскую легкоатлетку в начале заключительной 100-метровой прямой. Последний километр победительница преодолела за 2:43. Марта Гарсия в борьбе за бронзу на последних метрах опередила Маурен Костер и Натали Бломквист.
Баттоклетти более чем на 10 секунд улучшила рекорд чемпионатов Европы, а также побила собственный рекорд Италии (14:41.30, 2023 год) — 14:35.29. Марта Гарсия установила рекорд Испании (14:44.04), а Натали Бломквист — рекорд Финляндии (14:44.72). Лучшие результаты в карьере показали 12 из 20 участниц, добравшихся до финиша.
Для первых 10 мест были показаны лучшие результаты в истории чемпионатов Европы.
| Место | Спортсменка             | Страна         | Результат | Примечания |
| ----- | ----------------------- | -------------- | --------- | ---------- |
| 1     | Надя Баттоклетти        | Италия         | 14:35.29  | NR, CR     |
| 2     | Каролина Грёвдаль       | Норвегия       | 14:38.62  | SB         |
| 3     | Марта Гарсия            | Испания        | 14:44.04  | NR         |
| 4     | Маурен Костер           | Нидерланды     | 14:44.46  | PB         |
| 5     | Натали Бломквист        | Финляндия      | 14:44.72  | NR         |
| 6     | Ханна Кляйн             | Германия       | 14:58.28  | SB         |
| 7     | Федерика Дель Буоно     | Италия         | 15:00.05  | PB         |
| 8     | Сара Мадлен             | Франция        | 15:02.56  | PB         |
| 9     | Иззи Фрай               | Великобритания | 15:05.66  | PB         |
| 10    | Ханна Наттолл           | Великобритания | 15:10.65  |            |
| 11    | Амали Сетен             | Норвегия       | 15:17.41  | PB         |
| 12    | Виктория Вагнер-Дьюркеш | Венгрия        | 15:17.45  | SB         |
| 13    | Мария Фореро            | Испания        | 15:19.69  | PB         |
| 14    | Кристин Энгесет         | Норвегия       | 15:20.02  | PB         |
| 15    | Миколь Маджори          | Италия         | 15:20.89  | PB         |
| 16    | Агате Цауне             | Латвия         | 15:28.04  |            |
| 17    | Джоди Макканн           | Ирландия       | 15:29.25  | PB         |
| 18    | Эмине Хатун Мешааль     | Турция         | 15:31.30  |            |
| 19    | Эми-Элоиз Нил           | Великобритания | 15:33.45  |            |
| 20    | Бурджу Субатан          | Турция         | 16:16.89  |            |
| 21 !  | Лили Анна Виндич-Тот    | Венгрия        | DNF       |            |
| 21 !  | Мариана Машаду          | Португалия     | DNF       |            |